# الاتحاد الشعبي الديمقراطي الروسي
الاتحاد الشعبي الديمقراطي (Российский народно-демократический союз, НарДемСоюз, РНДС; Rossiyskiy narodno-demokraticheskiy soyuz, NapDemSoyuz, RNDS) هو حزب سياسي للمعارضة الليبرالية في روسيا. ويعد الحزب عضوًا في ائتلاف روسيا أخرى المعارض وقام بتأسيسه رئيس الوزراء السابق ميخائيل كاسيانوف بعدما فشل في الفوز برئاسة حزب روسيا الديمقراطي. وكان الاتحاد أحد الأحزاب المؤسسة للائتلاف المسمى حزب حرية الشعب.

## وصلات خارجية
- Official site of ENSCP
- Site Mikhail Kasyanov - leader of RNDS
- Community in LJ